# Батенко Тарас Іванович
Б́атенко Тар́ас Іва́нович (нар. 20 червня 1974, Львів, УРСР, СРСР) — український політик, голова депутатської групи «За майбутнє» у Верховній Раді України IX скликання, Народний депутат України VIII скликання, IX скликання, директор "Магістральних нафтопроводів «Дружба» ПАТ «Укртранснафта», громадський діяч, кандидат політичних наук (2000), доцент, завідувач кафедри Національного університету «Львівська політехніка». Член Наукового товариства ім. Т. Шевченка. Депутат Львівської обласної ради V та VI скликань.
Голосував за закон України 12414, який був ухвалений з порушенням Регламенту Верховної Ради України та підпорядкував НАБУ та САП Генеральному прокурору. Пізніше підтримав закон 13533, який повернув повноваження НАБУ і САП в частині незалежності від Генерального прокурора .

## Біографія
Народився 20 червня 1974 року у місті Львів. Вищу політологічну освіту здобув у 1996 році, закінчивши Львівський університет ім. Франка. У 1999 році захистив кандидатську дисертацію «Роль опозиційного лідера в суспільно-політичному процесі України другої половини XX ст.»
У 1990–1993 рр. — брав активну участь у діяльності Української республіканської партії, яку очолював герой України Левко Лук'яненко.
У 1993–1996 рр. — брав участь у виданні журналу «Республіканець».
У 1996–1997 рр. — спеціаліст інформаційно-аналітичного відділу Львівської обласної державної адміністрації. Помічник голови з питань інформаційно-аналітичного відділу Львівської обласної державної адміністрації.
У 1997–2000 рр. — заступник директора Центру політичних досліджень «Нова хвиля».
У 2000–2002 рр. — керівник Центру політичного прогнозування газети «Високий замок».
У 2002–2003 рр. — завідувач прес-служби Львівської обласної державної адміністрації. Заступник директора Інституту розвитку міста.
У 2003–2005 рр. — один з керівників виборчого штабу Віктора Ющенка у Львівській області.
У 2005–2008 рр. — заступник голови Львівської обласної державної адміністрації з політико-правових питань.
У 2009–2010 рр. — голова фракції блоку «Наша Україна» у Львівській обласній раді.
У 2009–2014 рр. — директор «Магістральних нафтопроводів „Дружба“ ПАТ „Укртранснафта“.

## Наукова діяльність
Автор ряду книг присвячених національно-визвольним змаганням України XIX-ХХ ст., відродженню Галичини та національної Церкви, політв'язням Богдана та Михайла Горинів, Івана Геля.
Значний розголос у наукових колах був викликаний фаховими дослідженнями політичних персоналій минулого України, Росії, країн СНД, а також політичного портрету Володимира Путіна, в якому Батенко виступив з гострою критикою авторитарного режиму в Росії.
Перше видання книги про Путіна побачило світ у 2001 році і майже одразу було „репресоване“. Велику частину накладу „вилучило“ з обігу Російське консульство у Львові. 2014 року у Львові на Форуму видавців відбулася презентація книги Тараса Батенка „Путін. Народження диктатора“.
Автор понад 10 книжок, зокрема:
- „Свіча Михайла Гориня. Штрихи до портрета“, 1995.
- „Опозиційна особистість: друга половина XX сторіччя“, 1997.
- „Народно-демократична партія“, 1998, у співавторстві з К. Бондаренком.
- „Народність“, 1998, співавтор.
- „Анатоль Вахнянин. Біля джерел національного відродження“, 1998.
- „Нариси історії українського руху опору кінця 50-х — початку 90-х рр.“, 1999.
- „Я повстаю, отже, я існую…“, 1999.
- „Королі СНД. Портрети дванадцяти президентів“, 2000.
- „Прелюдія Путіна. Перебудова в Кремлі“, 2001.
- „Путін. Народження диктатора“, 2014.
- „Галицькі намісники“, 2004.
- „Шарж і карикатура“, 2008, у співавторстві з В. Нестеренком.

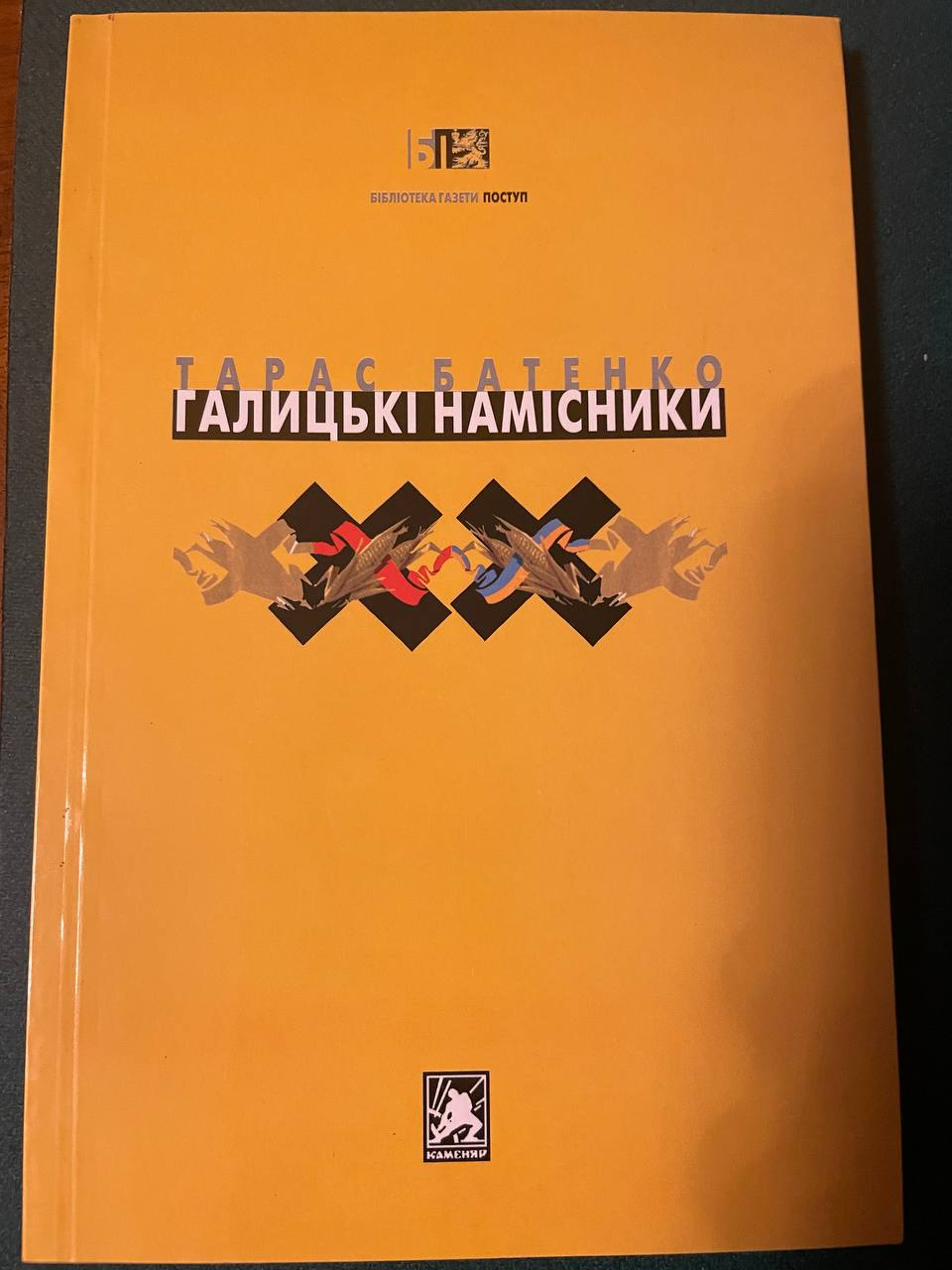
Галицькі намісники, автор Т. Батенко
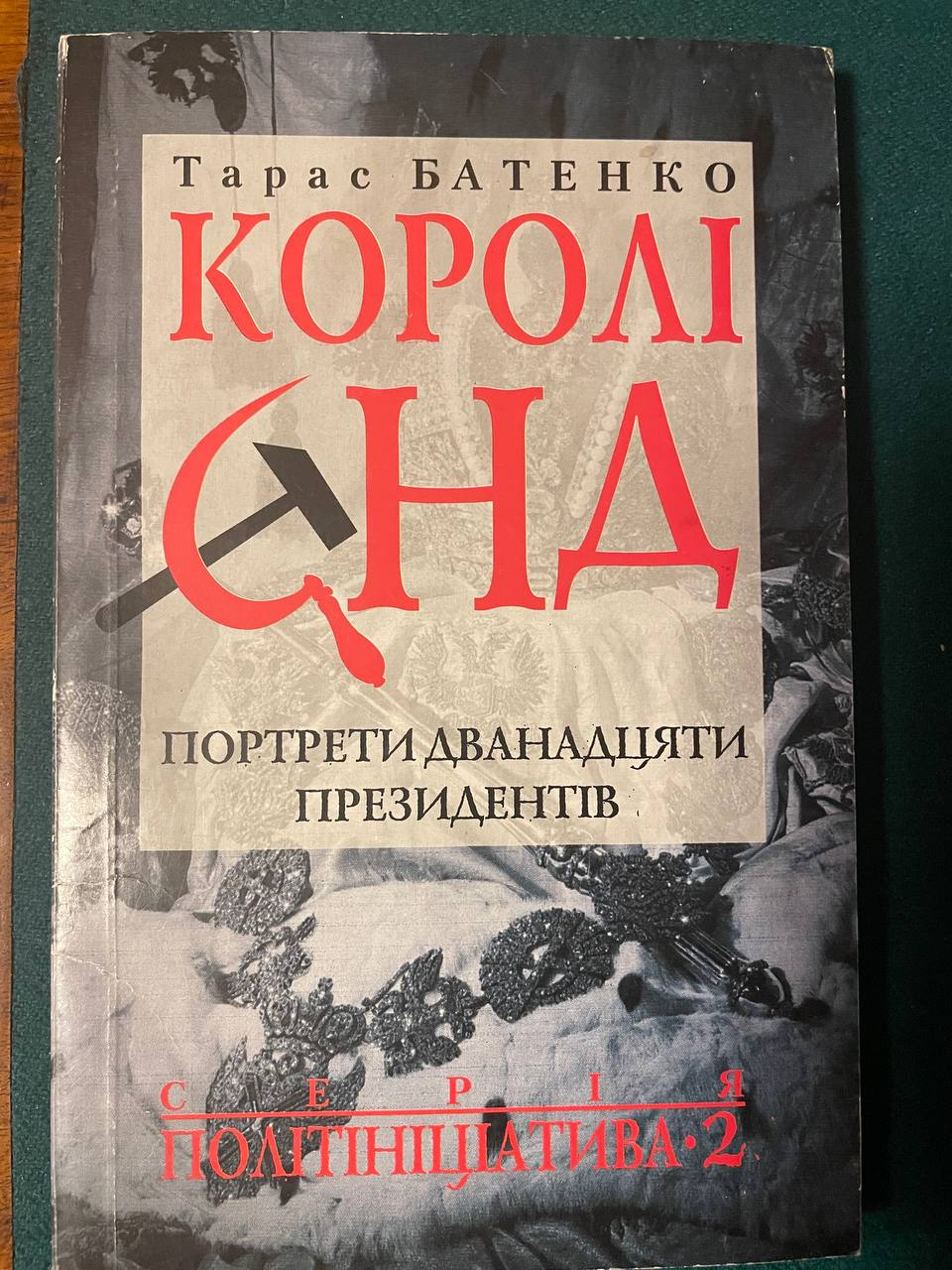
Книжка "Королі СНД", автор Т. Батенко

## Політика
- Депутат Львівської обласної ради V скликання з 2007 р., обраний за списками Блоку „Наша Україна“.
- Депутат Львівської обласної ради VI скликання з 2010 р., обраний по мажоритарному округу № 32 Львівської області (Золочівський район). Більше 40 % мешканців округу віддали свої голоси за Тараса Батенка.
- У 2012 р. кандидат у народні депутати України по одномандатному виборчому округу № 123 (Золочівський, Перемишлянський, Миколаївський райони, м. Новий Розділ). Самовисуванець. Зайняв друге місце, отримавши підтримку 23,52 % (24 455) голосів виборців.
- У 2014 році на позачергових виборах народних депутатів України в одномандатному виборчому окрузі № 123 висунутий був у кандидати від партії „Блок Петра Порошенка“. Зайняв перше місце, отримавши більше половини голосів виборців 50,89 % (53 671). Голова підкомітету з питань нафтової, нафтотранспортної галузі та нафтопродуктозабезпечення Комітету Верховної Ради з питань паливно-енергетичного комплексу, ядерної політики та ядерної безпеки.
- У 2019 році на позачергових виборах народних депутатів України в одномандатному виборчому окрузі № 123 як самовисуванець за підтримку ряду демократичних сил отримав найбільше голосів виборців округу — 35 944 (45,05 %). Це найкращий результат у Львівській області серед депутатів-мажоритарників [Архівовано 2 вересня 2019 у Wayback Machine.]. Член Комітету Верховної Ради з питань бюджету.

- 13 травня 2016 року обраний Головою політичної ради партії „Українське об'єднання патріотів — УКРОП“.
- 3 березня 2018 року обрано Головою політичної партії „Українське об'єднання патріотів — УКРОП“ на 4 роки.
- 29 серпня 2019 року обраний співголовою депутатської групи „За майбутнє“ у Верховній Раді України IX скликання. 27 липня 2022 року став одноосібним головою депутатської групи „За майбутнє“, після того, як народний депутат Віктор Бондар вийшов[4]з групи, де був співголовою.

- У 2020 році Батенко та ще 46 народних депутатів оскаржили у Конституційному суді України окремі положення закону „Про запобігання корупції“ та Кримінального кодексу України. В результаті розгляду подання, 27 жовтня КСУ фактично скасував кримінальну відповідальність за неправдиву інформацію у деклараціях, а також визнав неконституційним те, що громадяни мають цілодобовий доступ до реєстру декларацій і моніторингу способу життя, а НАЗК — може постійно контролювати і перевіряти декларації'[5].
- 19 липня 2022 року став секретарем тимчасової спеціальної комісії[6] Верховної ради України з питань моніторингу отримання і використання міжнародної матеріально-технічної допомоги під час дії воєнного стану.
- У 2023 році очолив партію „За майбутнє“, замість Ігоря Палиці[7].

### Законодавча діяльність і ініціативи
У 2015 році виступив з запитом до президента Порошенка щодо надання звання Героя України Мирославу Симчичу, українському військовому та громадському діячу, сотенному УПА та багаторічному в'язню радянських тюрем. Кілька разів звертався з відповідним запитом до президента, спочатку Порошенка, а загадом до Зеленського. Востаннє 22 вересня 2022 року, напередодні 80-їрічниці з дня заснування УПА. Врешті, 14 жовтня 2022 президент Зеленський видав надав Симчичу звання Герой України з орденом „Золота Зірка“.
Співавтор законопроекту щодо визнання депортованими громадян України, які у 1944—1951 роках були примусово переселені з Польської народної республіки», 24 вересня 2021 року законопроект було прийнято.
У вересні 2021 року виступив з ініціативою визнати Федеральну службу безпеки (ФСБ) РФ і Головне управління Генерального штабу (колишнє ГРУ) Збройних сил РФ терористичними організаціями, також звернутись від імені Верховної Ради до Ради безпеки Організації Об'єднаних Націй (ООН) з проханням визнати ФСБ і ГУР терористичними організаціями.

### Критика
У серпні 2020 року став одним із ініціаторів подання до Конституційного Суду щодо відповідності Конституції низки положень антикорупційного законодавства. 28 жовтня КСУ оприлюднив рішення, згідно з яким скасовується відповідальність за недостовірне декларування та саме електронне декларування.

## Особисте життя
Тарас Батенко одружений з Катериною Кобрин (нар. 1984 р.). Виховують двох дітей — доньку Юстину (нар. 2007 р.) та сина Дем'яна (нар. 2008 р.). Захоплюється історією та мистецтвом.